# ATC kód A06
ATC kód A06 Laxancia je hlavní terapeutická skupina anatomické skupiny A. Trávicí ústrojí a metabolismus.

## A06A Laxancia

### A06AB Kontaktní laxancia
A06AB01 Oxyfenisatin
A06AB02 Bisakodyl
A06AB03 Dantron
A06AB04 Fenolftalein
A06AB05 Ricinový olej
A06AB06 Sennové glykosidy
A06AB07 Kůra řešetláku purshova
A06AB08 Natrium-pikosulfát
A06AB09 Bisoxatin
A06AB20 Kontaktní laxativa v kombinaci
A06AB30 Kontaktní laxativa v kombinaci s alkaloidy rulíku
A06AB52 Bisakodyl, kombinace
A06AB53 Dantron, kombinace
A06AB56 Sennové glykosidy, kombinace
A06AB57 Kůra řešetláku purshova, kombinace
A06AB58 Natrium-pikosulfát, kombinace

### A06AD Osmoticky působící laxancia
A06AD11 Laktulóza
A06AD15 Makrogol
A06AD65 Makrogol, kombinace

### A06AG Léčiva k očištění střeva (klyzmata)
A06AG10 Sodná sůl dokusátu, včetně kombinací

### A06AX Jiná laxancia
A06AX01 Glycerol

## Poznámka
- Registrované léčivé přípravky na území České republiky.
- Informační zdroj: Státní ústav pro kontrolu léčiv, Všeobecná zdravotní pojišťovna.